# Giuseppe Zucca
Giuseppe Zucca (Messina, 1887 – Roma, 1959) è stato uno scrittore e sceneggiatore italiano.

## Biografia
Esordì come illustratore di giornali e riviste negli anni dieci del XX secolo; nel 1919 pubblicò una raccolta di poesie con l'editore A.F. Formìggini per il quale nel 1920 pubblicò anche il volume La piega nei calzoni - stacco qualche pagina gaia dal mio taccuino di guerra all'interno della collana Simpaticissima. Nel 1926 fonda a Roma una propria casa editrice, le Edizioni d'arte Fauno, e pubblica la collana Serie del Fauno Giallo, all'interno del quale pubblica autori umoristici italiani.
L'editore Angelo Fortunato Formiggini gli affida nel 1934 la direzione del mensile L'Italia che scrive che abbandona l'anno successivo per divergenze con l'editore stesso sull'impostazione della testata. Lo stesso anno fonda poi una propria casa di produzione cinematografica, la Fauno Film, dedicandosi fino alla fine degli anni quaranta alla produzione e alla sceneggiatura di film. Nel 1957 pubblica la sua ultima raccolta di racconti, Difficile conversare coi ragni.

## Opere
- Io (1919)
- La piega nei calzoni - stacco qualche pagina gaia dal mio taccuino di guerra (1920)
- Una tovaglia per 24 (1920)
- Il bollettino della bellezza (1920)
- Il morbo della virtù (1922)
- Gas esilaranti - taccuino della guerra burlona (1922)
- Lethe in bottiglia (1923)
- Poesie 1912-1922 (1923)
- Confidenzialmente, discorsi senza pudore (1924)
- Il paese di madreperla (1926)
- L'uovo dell'amazzone (1926)
- I cavalieri del tartufo (1927)
- L'isola degli amici (1928)
- Difficile conversare coi ragni (1957)

## Filmografia

### Sceneggiatore
- Vecchia guardia, regia di Alessandro Blasetti (1934)
- Aldebaran, regia di Alessandro Blasetti (1935)
- Piccoli naufraghi , regia di Flavio Calzavara (1939)
- Retroscena, regia di Alessandro Blasetti (1939)
- Un'avventura di Salvator Rosa, regia di Alessandro Blasetti (1939)
- Fanfulla da Lodi, regia di Giulio Antamoro e Carlo Duse (1940)
- Ridi pagliaccio, regia di Camillo Mastrocinque (1941)
- Il re d'Inghilterra non paga, regia di Giovacchino Forzano (1941) - non accreditato
- La corona di ferro, regia di Alessandro Blasetti (1941)
- Nozze di sangue, regia di Goffredo Alessandrini (1941)
- Amore imperiale, regia di Aleksandr Aleksandrovič Volkov (1941)
- Fari nella nebbia, regia di Gianni Franciolini (1942)
- Un garibaldino al convento, regia di Vittorio De Sica (1942)
- M.A.S., regia di Romolo Marcellini (1942)
- All'ombra della gloria, regia di Pino Mercanti (1945)
- Malacarne, regia di Pino Mercanti (1946)
- Il principe ribelle, regia di Pino Mercanti (1947)
- I cavalieri dalle maschere nere (I beati paoli), regia di Pino Mercanti (1948)
- Guglielmo Tell, regia di Giorgio Pàstina (1948)
- Sigillo rosso, regia di Flavio Calzavara (1950)
- Altri tempi - Zibaldone n. 1, regia di Alessandro Blasetti (1952)
- Serenata amara, regia di Pino Mercanti (1952)
- La carovana del peccato, regia di Pino Mercanti (1953)
- Gli amori di Manon Lescaut, regia di Mario Costa (1954)
- I cinque dell'Adamello, regia di Pino Mercanti (1954)
- Agguato sul mare, regia di Pino Mercanti (1955)